# リバタリアン保守主義
リバタリアン保守主義（Libertarian conservatism）、保守リバタリアニズム（conservative libertarianism）、コンサヴァタリアニズム（conservatarianism）は、保守主義とリバタリアニズムが融合した政治思想。

## 主な論者

### アメリカ合衆国
- リチャード・エプスタイン
- ミルトン・フリードマン
- フリードリヒ・ハイエク
- ルートヴィヒ・フォン・ミーゼス
- アルバート・ジェイ・ノック
- リチャード・ポズナー
- ピーター・シフ
- トーマス・ソウェル
- デイヴィッド・ストックマン
- ウォルター・E・ウィリアムズ
- ロン・ポール
- ランド・ポール